# Qarabağ FK
Qarabağ FK (azerbajdzjanska: Qarabağ Futbol Klubu, Qarabagh Futbol Klubu), även känd som FK Qarabağ Ağdam, är en azerisk fotbollsklubb från staden Ağdam, som dock numera är baserad i Baku till följd av konflikten i Nagorno-Karabach. Klubben har vunnit Azerbajdzjans Premier League åtta gånger, senast säsongen 2019/2020.
Klubben blev första klubb som inte kommer från huvudstaden Baku att vinna den azeriska ligan. Klubben är även landets mest framgångsrika i europacuperna, då man kvalificerat sig för Europa League-gruppspel tre säsonger i rad, och dessutom blivit första azeriska klubb att vinna en gruppspelsmatch i Europa. Qarabağ FK har utöver detta även den största segern för ett azeriskt lag i europacuperna efter att ha slagit litauiska Banga Gargždai med 4-0 på bortaplan i Europa League-kvalet 2011/2012.
Klubben är, tillsammans med Nefttji Baku PFK och PFK Turan Tovuz, en av de tre klubbarna som hittills har varit med i alla säsonger av Azerbajdzjans Premier League.
Laget fick flytta från staden Ağdam till följd av Nagorno-Karabach-kriget men anknytning området utgör fortfarande en del av klubbens identitet. UEFA stängde av lagets tränare efter denne yttrat att samtliga armenier bör dödas. 27 spelare och tränare varnades även efter dessa gjort honnör under ett av lagets matcher i Europa League.

## Placering tidigare säsonger
| Säsong    | Nivå | Liga           | Placering | Referens |
| --------- | ---- | -------------- | --------- | -------- |
| 2011/2012 | 1    | Premjer Liqasy | 4         | [ 4 ]    |
| 2012/2013 | 1    | Premjer Liqasy | 2         | [ 5 ]    |
| 2013/2014 | 1    | Premjer Liqasy | 1         | [ 6 ]    |
| 2014/2015 | 1    | Premjer Liqasy | 1         | [ 7 ]    |
| 2015/2016 | 1    | Premjer Liqasy | 1         | [ 8 ]    |
| 2016/2017 | 1    | Premjer Liqasy | 1         | [ 9 ]    |
| 2017/2018 | 1    | Premjer Liqasy | 1         | [ 10 ]   |
| 2018/2019 | 1    | Premjer Liqasy | 1         | [ 11 ]   |
| 2019/2020 | 1    | Premjer Liqasy | 1         | [ 12 ]   |
| 2020/2021 | 1    | Premjer Liqasy | 2         | [ 13 ]   |
| 2021/2022 | 1    | Premjer Liqasy | 1         | [ 14 ]   |
| 2022/2023 | 1    | Premjer Liqasy | 1         | [ 15 ]   |
| 2023/2024 | 1    | Premjer Liqasy | 1         | [ 16 ]   |
| 2024/2025 | 1    | Premjer Liqasy | 1         | [ 17 ]   |

## Spelartruppen
| Nr | Land         | Pos | Namn                      |
| -- | ------------ | --- | ------------------------- |
| 1  | Azerbajdzjan | MV  | Shakhruddin Magomedaliyev |
| 2  | Brasilien    | F   | Matheus Silva             |
| 6  | Brasilien    | MF  | Júlio Romão               |
| 7  | Algeriet     | MF  | Yassine Benzia            |
| 8  | Montenegro   | MF  | Marko Janković            |
| 10 | Frankrike    | MF  | Abdellah Zoubir           |
| 11 | Ghana        | A   | Emmanuel Addai            |
| 12 | Azerbajdzjan | MV  | Sadig Mammadzade          |
| 13 | Azerbajdzjan | F   | Behlul Mustafazade        |
| 15 | Kap Verde    | MF  | Leandro Andrade           |
| 18 | Brasilien    | A   | Juninho                   |
| 19 | Albanien     | A   | Redon Xhixha              |
| 20 | Azerbajdzjan | MF  | Richard Almeida           |
| 21 | Ukraina      | MF  | Oleksiy Kashchuk          |

| Nr | Land         | Pos | Namn               |
| -- | ------------ | --- | ------------------ |
| 22 | Azerbajdzjan | A   | Musa Gurbanli      |
| 24 | Azerbajdzjan | MF  | Aleksey Isayev     |
| 27 | Azerbajdzjan | F   | Toral Bayramov     |
| 29 | Montenegro   | F   | Marko Vešović      |
| 30 | Azerbajdzjan | F   | Abbas Hüseynov     |
| 44 | Azerbajdzjan | F   | Elvin Cafarguliyev |
| 55 | Azerbajdzjan | F   | Badavi Guseynov    |
| 66 | Kap Verde    | MF  | Patrick Andrade    |
| 81 | Colombia     | F   | Kevin Medina       |
| 89 | Azerbajdzjan | MV  | Amin Ramazanov     |
| 90 | Azerbajdzjan | A   | Nariman Akhundzade |
| 97 | Kroatien     | MV  | Fabijan Buntić     |
| 99 | Polen        | MV  | Mateusz Kochalski  |